# Гарашанин, Милутин
Милутин Гарашанин (серб. Милутин Гарашанин; 22 февраля 1843, Белград — 5 марта 1898, Париж) — сербский политик и дипломат; премьер-министр Сербии.

## Биография
Милутин Гарашанин родился 22 февраля 1843 года В городе Белграде в семье влиятельного сербского политического деятеля Илии Гарашанина. Получил военное образование в престижной французской военной школе, стал офицером. По стопам отца, вошёл в большую политику. 
Избранный в 1874 году в Скупщину Сербии (высший законодательный и конституционный орган страны), Гарашанин заявил себя даровитым оратором и искусным парламентским тактиком и скоро сделался главой Сербской прогрессивной партии (см. Напредняки). 
Принимал участие в Сербско-турецкой войне 1876—1877 гг. и в Сербско-турецкой войне 1877—1878 гг. в должности капитана, затем майора артиллерии; был тяжело ранен. По окончании Сербско-черногорско-турецких войн он получил звание полковника, но затем оставил военную службу.
В конце 1880 году, когда премьер-министр Сербии Йован Ристич вынужден был подать в отставку, М. Гарашанин получил портфель министра внутренних дел Сербии в кабинете Милана Пирочанаца (с которым ранее издавал газету «Видело»), но уже в 1883 году вместе с ним вышел в отставку. 

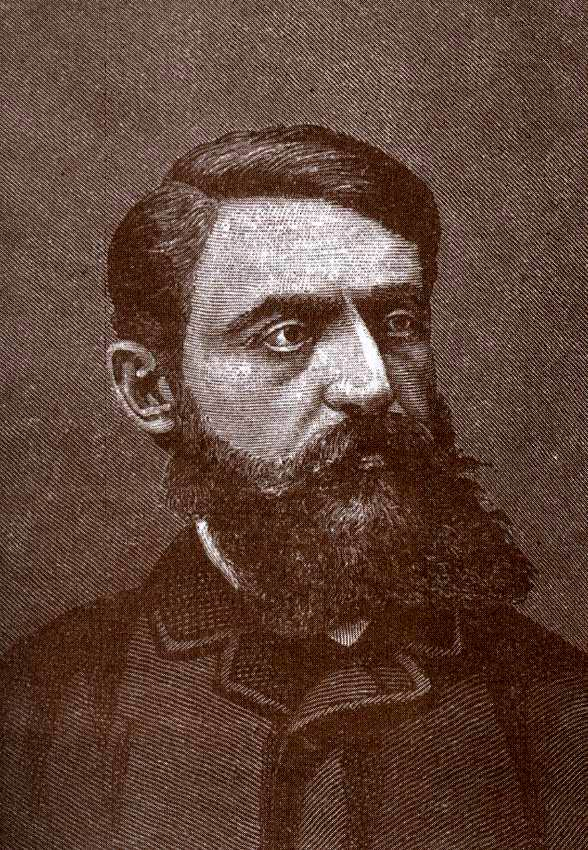
Милутин Гарашанин

С октября 1884 года Милутин Гарашанин руководил делами Сербии в качестве главы кабинета и министра иностранных дел и финансов. Его управление отличалось самоуверенностью и неразборчивостью в средствах; всякое публично выраженное несогласие с его мнением он объявлял государственной изменой. После разгрома сербской армии в  1885 году в ходе братоубийственной войны с Болгарией, когда австрофильская политика короля Милана I Обреновича и его министра вызвала всеобщее негодование в стране, Гарашанин удержался во власти единственно благодаря поддержке короля, не принявшего в марте 1886 года просьбу его об отставке и расставшегося с ним под давлением общественного мнения только в июне 1887 года. 
В конце 1888 года Гарашанин вместе с Ристичем (главой либералов) и Груичем (главой радикалов) участвовал в учредительном комитете, выработавшем новую конституцию Сербии, которая сменила Конституцию 1869 года и была основным законом страны до принятия Конституции 1901 года. 
2 июня 1889 года под председательством Гарашанина происходило собрание напредняков, на котором случилось столкновение с противниками этой партии; Гарашанин «прибег к револьверу» и был арестован по обвинению в убийстве одного из студентов, но скоро освобожден. 
В 1890 году Гарашанин являлся в скупщине единственным представителем напредняков, которые в предыдущем году не имели в ней ни одного места. 
Гарашанин выступал защитником королевы Наталии Обренович (урождённой Кешко), и его падение в 1887 году приписывается иногда его медлительности в деле расторжения брака королевской четы.
Милутин Гарашанин умер 5 марта 1898 года в Париже.